# Jørgen Ingmann
Jørgen Ingmann-Pedersen (* 26. April 1925 in Kopenhagen; † 21. März 2015 in Holte, Rudersdal Kommune) war ein dänischer Gitarrist, der im Bereich des Jazz und der Unterhaltungsmusik tätig war.

## Karriere
Als mittlerer von drei Söhnen eines Bahnarbeiters begann Ingmann mit 10 Jahren Violine zu spielen. Nach der Schule begann er eine Ausbildung im Druckgewerbe, sparte aber viel von seinem Gehalt, um sich eine erste Gitarre kaufen zu können. Zum Entsetzen seines Vaters verließ er den sicheren Job und schloss sich den Orchestern von Borge Roger Henrichsen und Bertrand Bech an.
Während der deutschen Besetzung Dänemarks erhielt er ein Engagement bei Svend Asmussen, einem der bekanntesten Jazzmusiker Skandinaviens. Ingmann war von 1945 bis 1958 Mitglied im Orchester des dänischen Jazz-Violinisten.
Am 9. Juni 1944 war Ingmann an der Musikaufnahme auf Schellackschallplatte bei den Titeln That’s My Weakness/How I’m Doin', Hey Hey beteiligt. Diese, seine erste Beteiligung an einer Plattenaufnahme, fand lobende Anerkennung von Asmussen.
Während dieser Zeit lernte Ingmann auch die Sängerin Grethe Clemmensen kennen und heiratete sie 1956. Ende der 1950er absolvierte er zuerst mit dem Jörgen Ingmann Quartett und dann im Duo mit seiner Frau Auftritte.
Seine Karriere als Sologitarrist (Jørgen Ingmann and His Guitar) begann, nachdem Ingmann die Trick-Aufnahmen des US-amerikanischen Gitarristen Les Paul gehört hatte und solche Aufnahmen selbst ausprobieren wollte. Ingmanns eigene Gitarrentrickaufnahmen wurden mit einem fünfspurigen Tonbandgerät aufgenommen und von seinem Toningenieur Phillip Foss bis 1968 zu Monoaufnahmen zusammengemischt. Foss war der Meinung, dass „Stereo“ nur eine vorübergehende Modeerscheinung sei. Erst ab 1968 erschienen Ingmanns LP-Aufnahmen auch in Stereo.

Single: Apache

Im Januar 1961 veröffentlichte er seine Version des englischen Nummer-1-Hits Apache der Shadows – der sich in den USA nicht platzieren konnte – und machte das Instrumental zu einem internationalen Hit. Unter anderem erreichte er in den USA Platz 2 (weil seine Aufnahme dort vor der Aufnahme der Shadows veröffentlicht wurde), in Kanada Platz 4 und in Deutschland Platz 6. Finanziell am erfolgreichsten war jedoch Ingmanns Eigenkomposition Echo Boogie, die als B-Seite zu „Apache“ erschien. Die Aufnahme wurde jahrelang vom Norddeutschen Rundfunk als Erkennungsmelodie der Sendung Die aktuelle Sportschau eingesetzt und 1972 auch neu in Stereo aufgenommen.
Zusammen mit seiner Frau nahm Ingmann am Eurovision Song Contest 1963 teil und gewann mit dem „Jazzwalzer“ Dansevise zum ersten Mal für Dänemark. In der deutschen Version als Der Sommer ging vorüber kamen sie auch in die deutschen Charts.
1964 hatte er mit dem von Stanislav Binički komponierten Drina-Marsch einen weiteren Top-10-Hit in Deutschland und bis 1966 war er hier in den Charts vertreten. Danach machten die Ingmanns als Duo weiter Musik vor allem für den dänischen Markt, waren aber auch bis Ende der 60er Jahre immer wieder in verschiedenen Sendungen von ARD und ZDF sowie im Deutschen Fernsehfunk zu sehen.
1975 wurde Jørgen Ingmann von seiner Frau geschieden, die er jedoch in den 80er Jahren erneut heiratete und die am 18. August 1990 starb. In der Folge war er vorwiegend als Komponist tätig.
Am 21. März 2015 starb Ingmann im Alter von 89 Jahren in Holte nördlich von Kopenhagen.

## Diskografie
Singles
- Apache (1960)
- Anna (1961)
- Violetta (1961)
- Valencia (1962)
- Pepe (1963)
- Dansevise (mit Grethe Ingmann, 1963)
- Drina-Marsch (1963)
- Desert Marche (La longue marche) (1964)
- Tovarisch (1964)
- Zorba (1965)
- Korfu (1966)